# Yak-11 (航空機)
Yak-11 / Як-11
C-11
駐機中のYak-11 64236号機
(ポーランド空軍所属、1953年撮影)
- 用途：練習機
- 製造者：

  - A・S・ヤコヴレフ記念試作設計局
  - LETクノヴィツェ社
- 運用者： ソビエト連邦など
- 初飛行：1946年
- 生産数：4,566機[1]
- 退役：1962年
- 運用状況：退役

Yak-11（Yakovlev Yak-11 / Jak-11 ヤク11 / ロシア語:Як-11 ヤーク・アヂーンナッツァチ）は、ヤコヴレフ設計局が開発し、国土防空軍などで運用された練習機。
Yak-3戦闘機の機体フレームを使用して開発された複座練習機で、チェコスロバキアではC-11として製造された。
NATOが用いたコードネームの「ムース (Moose)」は、ヘラジカの意。

## 概要
Yak-3の液冷式VK-105PF-2エンジンに換えて空冷式ASh-21星型エンジンを搭載した。生産は主にチェコスロバキアのレト（LETクノヴィツェ）社で行われ、同社製の機体はC-11（チェコ語:ツェー・イデナーツト）と呼ばれる。輸出は各国になされた。近年では第二次世界大戦機風の塗装を施した機体やYak-9風の改修を施した機体が航空ショーなどで活躍している。
1951年には発展型のYak-11UとYak-11Tが開発された。

## スペック

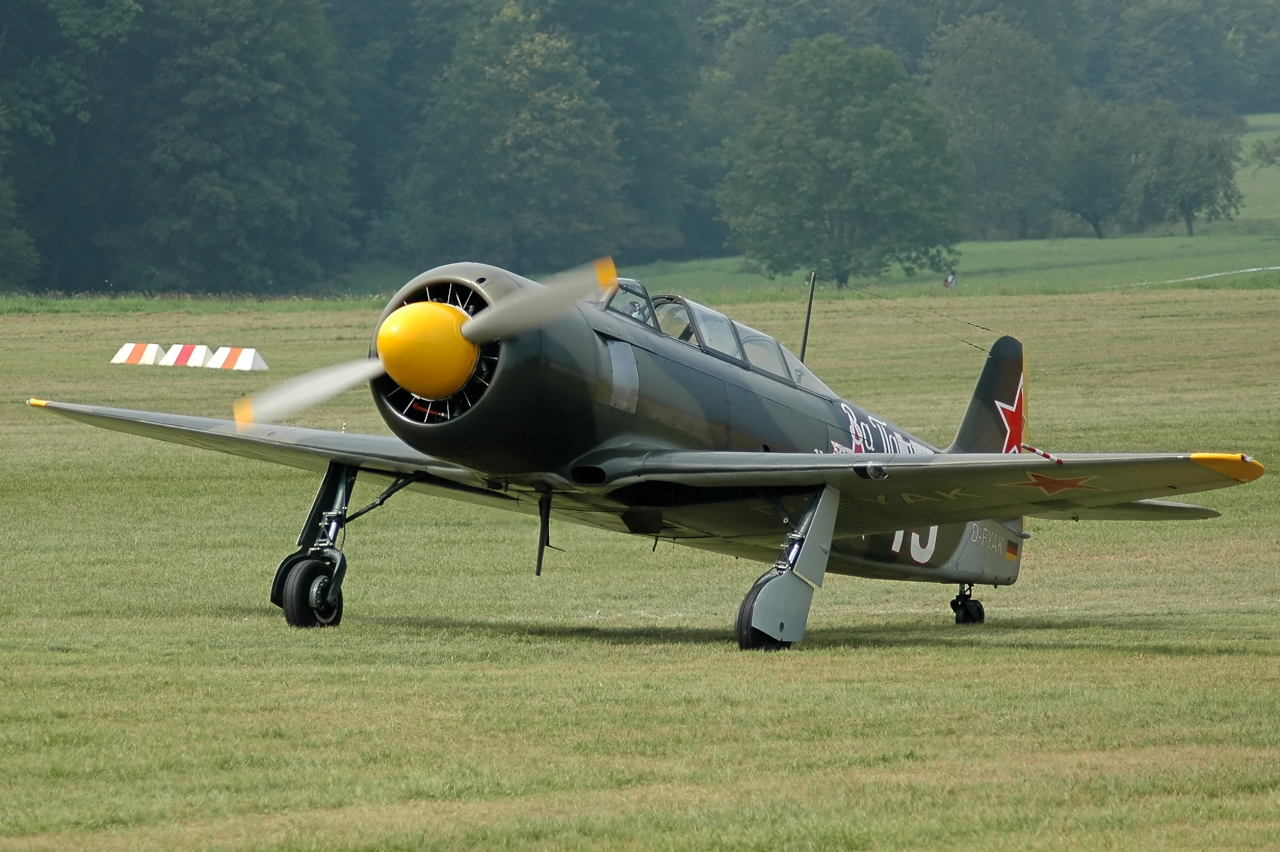
航空ショーでのYak-11（2005年9月）

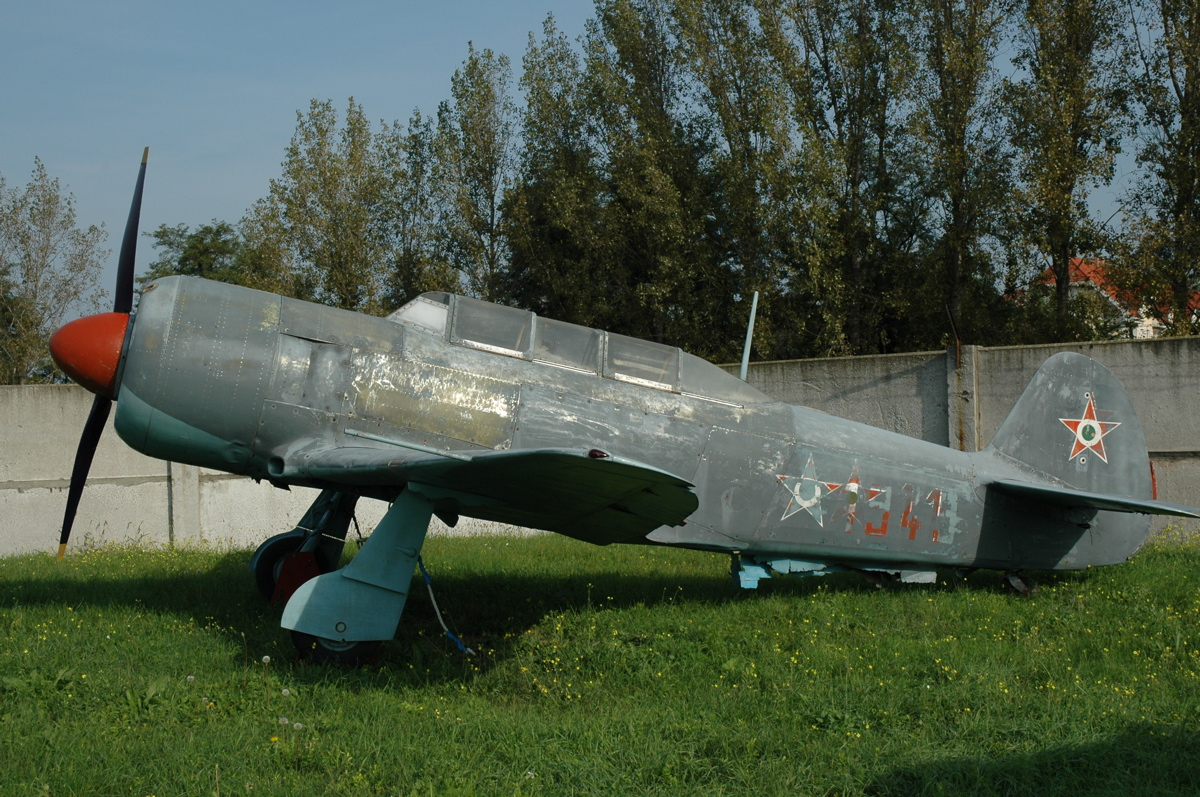
ハンガリーのYak-11

### Yak-11
- 翼幅：9.40m
- 全長：8.20m
- 全高：3.28m
- 翼面積：15.40m2
- 空虚重量：1,900kg
- 最大離陸重量：2,440kg
- 機内燃料：268L
- 発動機：シュベツォフ ASh-21×1
- 出力：570馬力×1
- 最高速度：460km/h
- 巡航速度：370km/h
- 実用航続距離：1,250km
- 上昇力：8.10m/min
- 実用飛行上限高度：7,100m
- 乗員：2名
- 兵装：ShKAS 7.62mm機銃×1もしくはUBS 12.7mm機銃×1、25-100kg爆弾×2、PAU-22写真機

## 運用者

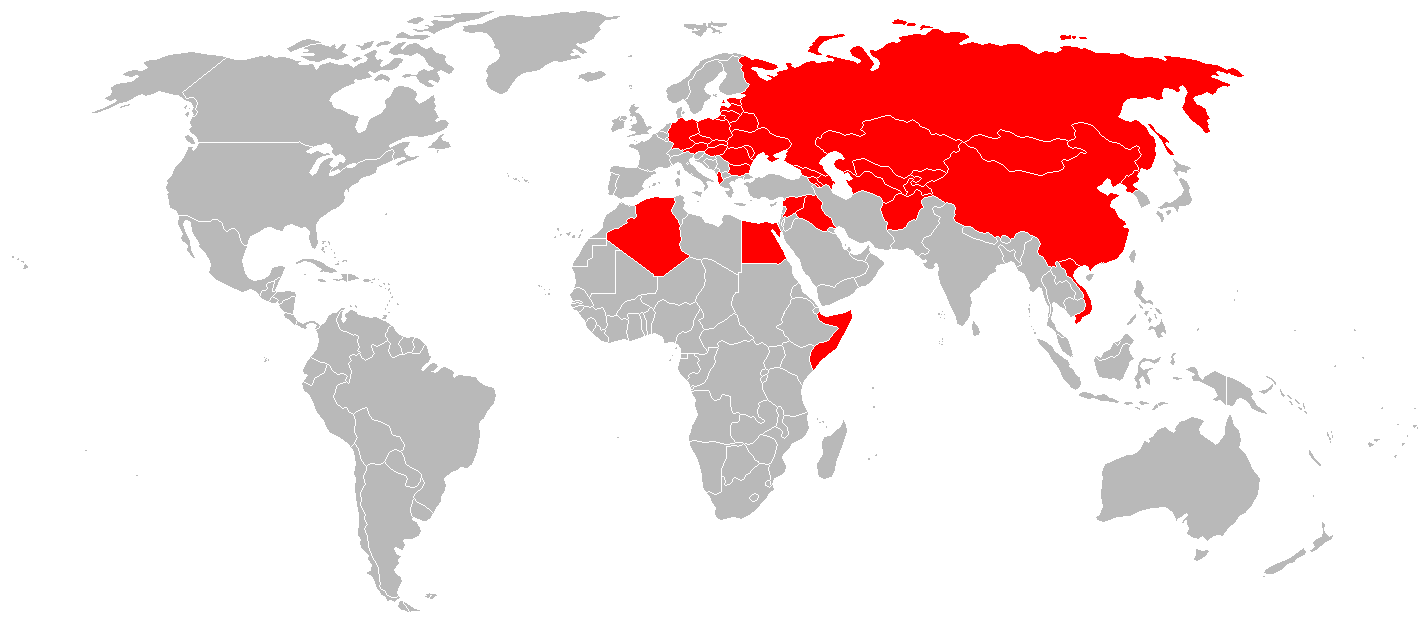
Yak-11とC-11が運用された国

アフガニスタン
 アルジェリア
 エジプト
 オーストリア
 ソビエト連邦
 チェコスロバキア
 中国
 ハンガリー
 ブルガリア
 ポーランド
 ルーマニア
など

## 現存する機体
- 列挙したものは一部である。
- C-11はサイト等によっては番号の整合性が合わないがYak-11と紹介されているものもある。

| 型名     | 番号            | 機体写真 | 所在地                                  | 所有者                                                                          | 公開状況 | 状態     | 備考                                                                             |
| -------- | --------------- | -------- | --------------------------------------- | ------------------------------------------------------------------------------- | -------- | -------- | -------------------------------------------------------------------------------- |
| Yak-11   | 55              |          | ウクライナ                              | ヴィンニツァヤ・ウクライナ空軍博物館                                            | 公開     | 静態展示 |                                                                                  |
| Yak-11   | 06              | 写真     | 中国 北京                               | 中国空軍航空博物館                                                              | 公開     | 静態展示 |                                                                                  |
| Yak-11   | 4989            | 写真     | 中国 北京                               | 中国空軍航空博物館                                                              | 公開     | 静態展示 | 旧塗装                                                                           |
| Yak-11   |                 | 写真     | 中国 北京                               | 中国空軍航空博物館                                                              | 公開     | 静態展示 |                                                                                  |
| Yak-11   | 06              |          | ロシア モスクワ州                       | ロシア連邦中央空軍博物館                                                        | 公開     | 静態展示 |                                                                                  |
| yak-11   | 25              |          | ロシア モスクワ州                       | ヴァディム・ザドロズヌイ技術博物館 (Technical Museum of Vadim Zadorozhny)       | 公開     | 静態展示 |                                                                                  |
| Yak-11   | 64236           |          | ポーランド マウォポルスカ県             | クラクフ・ポーランド航空博物館                                                  | 公開     | 静態展示 | 旧塗装                                                                           |
| Yak-11   | NVA 98 68210    |          | ドイツ                                  | コトブス飛行場博物館                                                            | 公開     | 静態展示 |                                                                                  |
| Yak-11   | NVA 225 72232   |          | ドイツ ベルリン                         | ベルリン・ガトウ空港軍事歴史博物館                                              | 公開     | 静態展示 |                                                                                  |
| Yak-11   | 9/04623         |          | フランス ランド県                       | マーケイデル・ジョージズ氏 (Mercadal Georges)                                   | 非公開   | 飛行可能 | ルーマニアで運用されていた機体。Yak-3UTIと登録されているが単座に改造されている。 |
| Yak-11   | Y-5434          | 写真     | イタリア エミリア＝ロマーニャ州         | ステファノ・ランディ氏(Stefano Landi)                                           | 公開     | 飛行可能 |                                                                                  |
| Yak-11U  | 63              | 写真     | ハンガリー バーチ・キシュクン県         | ピンテール・ワークス軍事技術公園                                                | 公開     | 静態展示 | ピンテール・ワークス社が管理する公園。19の塗装となっている。                     |
| Yak-11SC | 722             | 写真     | ルーマニア ブカレスト                   | 国立軍事博物館                                                                  | 公開     | 静態展示 |                                                                                  |
| C-11     | EAF 533 170101  |          | アメリカ カリフォルニア州               | プレインズ・オヴ・フェイム航空博物館                                            | 公開     | 飛行可能 | Yak-3Mとして改造されている。                                                     |
| C-11     | 170103          | 写真     | ドイツ ニーダーザクセン州               | マンフレート・ラッシェ氏 (Manfred Rusche)                                       | 非公開   | 飛行可能 | 旧塗装                                                                           |
| C-11     | 171101          |          | ドイツ バーデン＝ヴュルテンベルク州     | メイア・モータース社 (Meier Motors)                                             | 公開     | 飛行可能 | 旧塗装                                                                           |
| C-11     | 171103          | 写真     | ドイツ バーデン＝ヴュルテンベルク州     | メイア・モータース社                                                            | 非公開   | 飛行可能 |                                                                                  |
| C-11     | 171119          | 写真     | ハンガリー ヤース・ナジクン・ソルノク県 | ソルノク飛行機博物館                                                            | 公開     | 静態展示 | 19の塗装がされている。                                                           |
| C-11     | EAF 705 171205  | 写真     | イギリス ロンドン                       | アンジェラ・ヘレン・ソーパー氏 (Angela Helen Soper)                             | 非公開   | 飛行可能 |                                                                                  |
| C-11     | 171227          |          | オーストリア シュタイアーマルク州       | ツェルトヴェク飛行場第8格納庫博物館                                             | 公開     | 静態展示 |                                                                                  |
| C-11     | 171229          | 写真     | オーストリア ニーダーエスターライヒ州   | オーストリア航空博物館 (グラーツ)                                               | 公開     | 静態展示 | シュタイアーマルク州にあるオーストリア航空博物館 (バート＝フースラウ)に注意。    |
| C-11     | CAF 1312 171312 |          | ドイツ バイエルン州                     | ミュールドルフ飛行場                                                            | 非公開   | 静態展示 |                                                                                  |
| C-11     | 171314          |          | イギリス ロンドン                       | アンドリュー・マカーサー・ホールマン＝ウェスト氏 (Andrew McArthur Holman-West)  | 非公開   | 飛行可能 |                                                                                  |
| C-11     | CAF 1317 171317 |          | ベルギー ブリュッセル                   | 王立軍隊軍事史博物館                                                            | 公開     | 静態展示 |                                                                                  |
| C-11     | 171529          | 写真     | ポーランド                              | マテウス・ストラマ氏 (Mateusz Strama) ピョートル・コワルスキ氏 (Piotr Kowalski) | 非公開   | 飛行可能 | Yak-3UR-2000として説明されている。                                               |
| C-11     | CAF 1706 171706 |          | アメリカ アリゾナ州                     | カーマー・イストヴァン氏 (Kalmar Istvan)                                        | 非公開   | 保管中   |                                                                                  |
| C-11     | PK-35 171721    | 写真     | チェコ プラハ                           | クベリー航空博物館                                                              | 公開     | 静態展示 |                                                                                  |
| C-11     | CAF 1727 171727 |          | チェコ プラハ                           | クベリー航空博物館                                                              | 公開     | 静態展示 |                                                                                  |
| C-11     | 172109          | 写真     | ポーランド ポトカルパチェ県             | クロスノ神経外科・総合病院(Wojewodski Szpital Neuroschiatrii w Krosnich)        | 公開     | 静態展示 |                                                                                  |
| C-11     | 172428          |          | ロシア モスクワ州                       | ロシア連邦中央空軍博物館                                                        | 公開     | 静態展示 |                                                                                  |
| C-11     | 172623          |          | イギリス シュロップシャー州             | スリープ飛行場                                                                  | 公開     | 飛行可能 |                                                                                  |
| C-11     | 171511          | 写真     | チェコ ドラーソフ                       | プリブラム空港 (Příbram Airport)                                                | 非公開   | 飛行可能 |                                                                                  |
| C-11     | 25111/05        |          | フランス エソンヌ県                     | ジョルジュ・ペレーズ氏 (George Perez)                                           | 公開     | 飛行可能 |                                                                                  |
| C-11     | 25111/08        |          | フィンランド ウーシマー県               | フィリップ・ジョン・ロートン氏 (Phillip John Lawton)                            | 公開     | 飛行可能 |                                                                                  |
| C-11     | 25111/02        |          | フランス エソンヌ県                     | カペル・アンリ氏 (Capel Henri)                                                  | 非公開   | 飛行可能 |                                                                                  |
| C-11     | EAF 407         |          | アメリカ カリフォルニア州               | ジョン・C・ムーア氏 (John C. Moore)                                             | 非公開   | 飛行可能 | レース機に改造され、86の番号をつけてリノ・エアレースに出場している。             |
| C-11     | 102146          |          | アメリカ カリフォルニア州               | ケント・G・カーロマーニョ氏 (Kent G. Carlomagno)                                | 公開     | 飛行可能 |                                                                                  |
| C-11     | 171521          |          | アメリカ テキサス州                     | テキサス航空宇宙博物館                                                          | 公開     | 静態展示 |                                                                                  |
| C-11     | EAF 60 25111/03 |          | フランス ドローム県                     | サン＝ハンベール＝ダールボン飛行場                                              | 非公開   | 飛行可能 |                                                                                  |
| C-11     | 25111/20        | 写真     | アメリカ アリゾナ州                     | エロイ市営空港                                                                  | 非公開   | 飛行可能 |                                                                                  |
| C-11     | 25111/25        | 写真     | アメリカ カンザス州                     | ジョン・J・ダウド氏 (John J. Dowd Jr.)                                          | 公開     | 飛行可能 | 92の番号をつけてリノ・エアレースに出場している。旧塗装                           |